# پاسترناک ۳۵۰۸
سیارک ۳۵۰۸ (به انگلیسی: 3508 Pasternak، نامگذاری:1980DO5) سه هزار و پانصد و هشتمین سیارک کشف شده‌است که در ۲۱ فوریه ۱۹۸۰ کشف شد.
قدر مطلق سیارک برابر ۱۲٫۵۰ است.